# Prague (Oklahoma)
Prague – miasto w Stanach Zjednoczonych, w stanie Oklahoma, w hrabstwie Lincoln.